# Willem Raammaker

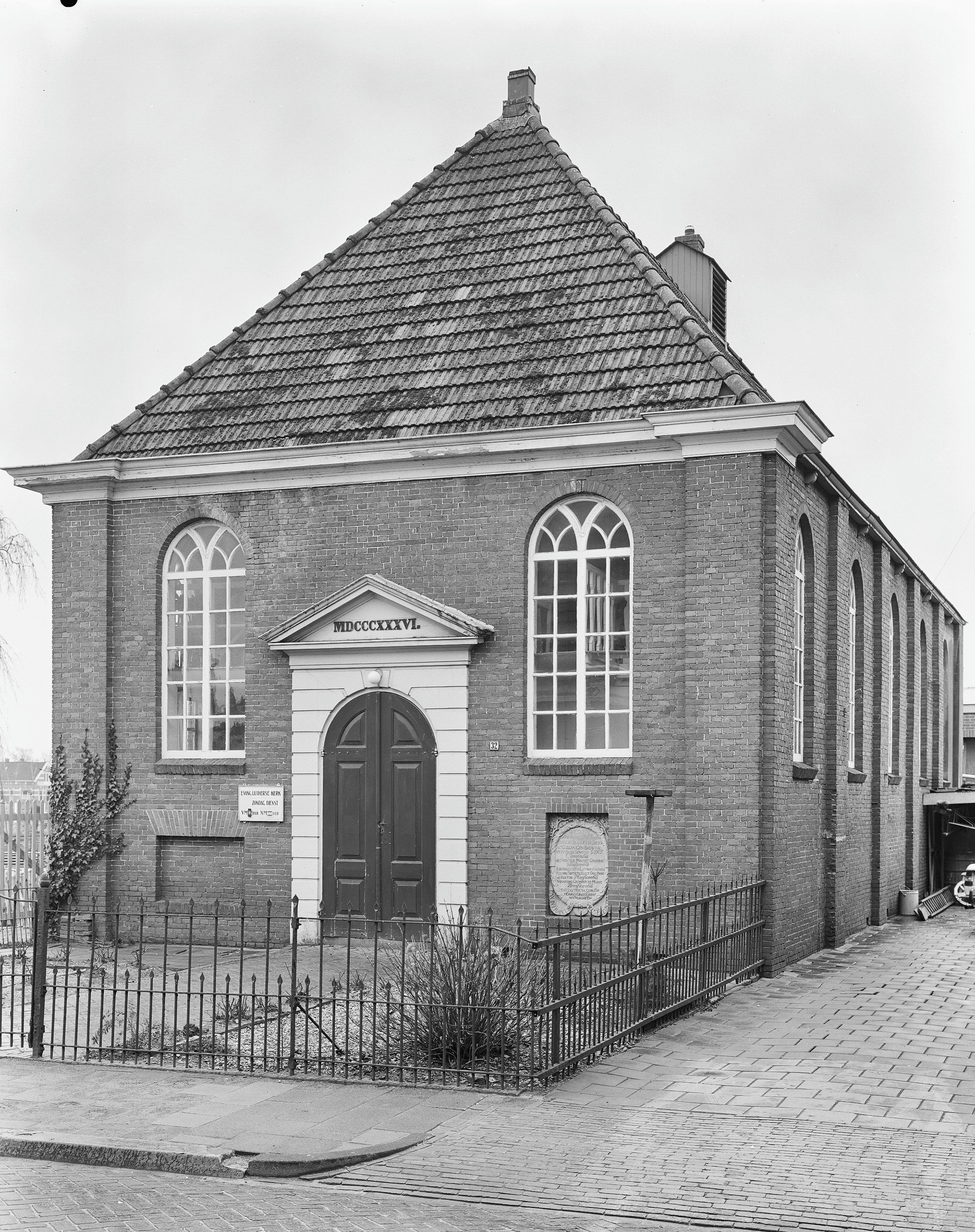
De door Willem Raammaker ontworpen Evangelisch-Lutherse kerk in Winschoten in 1970

Willem Raammaker (Ezinge, 4 februari 1787 - Groningen, 2 januari 1861) was een Nederlandse bouwkundige en architect. Hij was een zoon van de bouwkundige Hermannus Raammaker (±1755-1829), die in de jaren 1802-1810 de leiding had bij de voltooiing van het door Jacob Otten Husly (1738-1796) ontworpen stadhuis van Groningen. Willem Raammaker was als opzichter in dienst bij Rijkswaterstaat. Hij was de vader van Herman Raammaker (1828-1902), die eveneens architect en opzichter bij Rijkswaterstaat zou worden. De door Willem Raammaker ontworpen Evangelisch-Lutherse kerk in Winschoten (1836) is aangewezen als rijksmonument.